# Ciliopagurus
Ciliopagurus is een geslacht van kreeftachtigen uit de klasse van de Malacostraca (hogere kreeftachtigen).

## Soorten
- Ciliopagurus albatrossi Forest, 1995
- Ciliopagurus alcocki Forest, 1995
- Ciliopagurus babai Forest, 1995
- Ciliopagurus caparti (Forest, 1952)
- Ciliopagurus galzini Poupin & Malay, 2009
- Ciliopagurus grandis Komai, Reshmi & Biju Kumar, 2012
- Ciliopagurus haigae Forest, 1995
- Ciliopagurus hawaiiensis (McLaughlin & Baily-Brock, 1975)
- Ciliopagurus krempfi (Forest, 1952)
- Ciliopagurus liui Forest, 1995
- Ciliopagurus macrolepis Forest, 1995
- Ciliopagurus major Forest, 1995
- Ciliopagurus obesus van Bakel, Jagt & Fraaije, 2003 †
- Ciliopagurus pacificus Forest, 1995
- Ciliopagurus plessisi Forest, 1995
- Ciliopagurus shebae (Lewinsohn, 1969)
- Ciliopagurus strigatus (Herbst, 1804)
- Ciliopagurus substriatiformis (Lorenthey, 1929)
- Ciliopagurus tenebrarum (Alcock, 1905)
- Ciliopagurus tricolor Forest, 1995
- Ciliopagurus vakovako Poupin, 2001